# Futebol da Região Centro-Oeste do Brasil
De acordo com dados do Campeonato brasileiro de futebol das Séries A, B, C e D da temporada de 2025, a Região Centro-Oeste do Brasil contará com quatro clubes na segunda divisão do Campeonato Brasileiro de Futebol, o Cuiabá, o Atlético Goianiense, o Vila Nova e o Goiás, um na terceira divisão, o Anápolis, e oito na quarta divisão do campeonato brasileiro. 
Goiás (2), Atlético-GO, Brasiliense e Gama (1) são os clubes da Região Centro-Oeste que se sagraram campeões brasileiros da Série B.
Vila Nova (3), Atlético-GO (2) e Brasiliense (1) são os clubes da região campeões brasileiros da Série C.
Aparecidense (1) é o clube da região campeão brasileiro da Série D.
Tradicionalmente, os seus principais campeonatos estaduais são os Campeonato Goiano, Campeonato Mato-Grossense, Campeonato Sul-Mato-Grossense e Campeonato Brasiliense.

## Federações
Em cada unidade federativa da Região Centro-Oeste possui uma federação de futebol.
| FGF   | FMF         | FFMS               | FFDF             |
| Goiás | Mato Grosso | Mato Grosso do Sul | Distrito Federal |

## Principais campeonatos (2021)
Legenda:  acesso e  rebaixamento (ambos referem-se à edição anterior)
| UF | 1º nível | 2º nível | 3º nível |
| -- | --- | --- | --- |
| DF | Brasiliense · Capital-DF · Ceilândia · Formosa · Gama · Luziânia · Real Brasília · Samambaia · Santa Maria · Sobradinho · Taguatinga · Unaí      | ARUC · Bolamense · Brasília · Ceilandense · Cruzeiro-DF · Grêmio Brazlândia · Legião · Paranoá · Planaltina · SESP Taguatinga | — |
| GO | Anápolis · Aparecidense · Atlético Goianiense · CRAC · Goianésia · Goiás · Grêmio Anápolis · Iporá · Itumbiara · Jaraguá · Jataiense · Vila Nova | Anapolina · Aparecida · Goiânia · Goiatuba · Inhumas · Morrinhos · Novo Horizonte                                             | ABD · América de Morrinhos · ASEEV · Bela Vista-GO · Cerrado · Guanabara City · Independente de Rio Verde · Mineiros · Monte Cristo · Rioverdense · Santa Helena · União Inhumas |
| MT | Ação · Operário VG · Cuiabá · Dom Bosco · Grêmio Sorriso · Luverdense · Nova Mutum · Poconé · Sinop · União Rondonópolis                         | Academia · AA Araguaia · Mixto · Sport Sinop                                                                                  | — |
| MS | Águia Negra · Aquidauanense · Comercial-MS · Costa Rica · Dourados · Novoperário · Operário-MS · SERC · Três Lagoas · União ABC                  | Coxim · Moreninhas · Naviraiense · Pontaporanense                                                                             | — |

## Campeões regionais

### Copa Centro-Oeste
1Times mineiros e paulistas foram convidados nessa edição.
2Times mineiros foram convidados nessa edição.
ObsCopa Verde não é contada por ser uma disputa inter regional.

### Títulos por federação
| Federação | Títulos (clubes) | Vices (clubes) |
| --------- | ---------------- | -------------- |
| FGF       | 4                | 6              |
| FFDF      | 2                | 2              |
| FMF       | 1                | 0              |
| FFMS      | 0                | 0              |

## Títulos

### Federação de Futebol do Distrito Federal
| Nacionais | Nacionais                       | Nacionais | Nacionais  |
|           | Competição                      | Títulos   | Anos       |
| --------- | ------------------------------- | --------- | ---------- |
|           | Campeonato Brasileiro - Série B | 2         | 1998, 2004 |
|           | Campeonato Brasileiro - Série C | 1         | 2002       |
| Regionais |                                 |           |            |
|           | Competição                      | Títulos   | Anos       |
|           | Torneio Centro-Oeste            | 2         | 1981, 1984 |

### Federação Goiana de Futebol
| Nacionais | Nacionais                       | Nacionais | Nacionais                    |  |
|           | Competição                      | Títulos   | Temporadas                   |  |
| --------- | ------------------------------- | --------- | ---------------------------- |  |
|           | Torneio Integração da CBD       | 1         | 1971                         |  |
|           | Campeonato Brasileiro - Série B | 3         | 1999, 2012, 2016             |  |
|           | Campeonato Brasileiro - Série C | 5         | 1990, 1996, 2008, 2015, 2020 |  |
|           | Campeonato Brasileiro - Série D | 1         | 2021                         |  |
| Regionais |                                 |           |                              |  |
|           | Competição                      | Títulos   | Temporadas                   |  |
|           | Copa Centro-Oeste               | 3         | 2000, 2001, 2002             |  |
|           | Copa Brasil Central             | 1         | 1967                         |  |

### Federação Mato-Grossense de Futebol
| Regionais | Regionais            | Regionais | Regionais  |
|           | Competição           | Títulos   | Temporadas |
| --------- | -------------------- | --------- | ---------- |
|           | Torneio Centro-Oeste | 1         | 1976       |

### Federação de Futebol de Mato Grosso do Sul
| Nacionais | Nacionais                       | Nacionais | Nacionais |
|           | Competição                      | Títulos   | Anos      |
| --------- | ------------------------------- | --------- | --------- |
|           | Campeonato Brasileiro - Série B | 1         | 1987      |

### Por clubes
- Atualizado até fevereiro de 2024.

Campeonato Brasileiro de Futebol - Série A
| Clube | Títulos | Vices | Terceiro lugar | Quarto lugar |
| ----- | ------- | ----- | -------------- | ------------ |
| Goiás | 0       | 0     | 1 (2005)       | 1 (1996)     |

Copa do Brasil
| Clube               | Títulos | Vices    | Semifinalista         |
| ------------------- | ------- | -------- | --------------------- |
| Goiás               | 0       | 1 (1990) | 3 (1989, 2003 e 2013) |
| Brasiliense         | 0       | 1 (2002) | 1 (2007)              |
| Atlético Goianiense | 0       | 0        | 1 (2010)              |

Campeonato Brasileiro de Futebol - Série B
| Clube               | Títulos         | Vices           | 3º lugar | 4º lugar              |
| ------------------- | --------------- | --------------- | -------- | --------------------- |
| Goiás               | 2 (1999 e 2012) | 2 (1994 e 2021) | 0        | 1 (2018)              |
| Atlético Goianiense | 1 (2016)        | 0               | 0        | 3 (2009, 2019 e 2023) |
| Gama                | 1 (1998)        | 0               | 0        | 0                     |
| Brasiliense         | 1 (2004)        | 0               | 0        | 0                     |
| Anapolina           | 0               | 1 (1981)        | 0        | 0                     |
| Vila Nova           | 0               | 0               | 0        | 2 (1997 e 1999)       |
| Comercial-MS        | 0               | 0               | 0        | 1 (1981)              |
| Brasília            | 0               | 0               | 0        | 1 (1983)              |
| Operário-MS         | 0               | 0               | 0        | 1 (1985)              |
| Cuiabá              | 0               | 0               | 0        | 1 (2020)              |

Campeonato Brasileiro de Futebol - Série C
| Clube               | Títulos               | Vices    | 3º lugar | 4º lugar        |
| ------------------- | --------------------- | -------- | -------- | --------------- |
| Vila Nova           | 3 (1996, 2015 e 2020) | 0        | 1 (2007) | 1 (2013)        |
| Atlético Goianiense | 2 (1990 e 2008)       | 0        | 0        | 2 (1995 e 2001) |
| Brasiliense         | 1 (2002)              | 0        | 0        | 0               |
| Gama                | 0                     | 1 (2004) | 1 (1995) | 0               |
| Cuiabá              | 0                     | 1 (2018) | 0        | 0               |
| Dom Bosco           | 0                     | 0        | 1 (1981) | 0               |
| Anapolina           | 0                     | 0        | 1 (1998) | 0               |
| Luverdense          | 0                     | 0        | 1 (2013) | 0               |

Campeonato Brasileiro de Futebol - Série D
| Clube        | Títulos  | Vices    | 3º lugar | 4º lugar |
| ------------ | -------- | -------- | -------- | -------- |
| Aparecidense | 1 (2021) | 0        | 0        | 0        |
| CRAC         | 0        | 1 (2012) | 0        | 0        |
| Cuiabá       | 0        | 0        | 1 (2011) | 0        |

Torneio Integração Nacional
| Clube               | Títulos  | Vices | 3º lugar | 4º lugar |
| ------------------- | -------- | ----- | -------- | -------- |
| Atlético Goianiense | 1 (1971) | 0     | 0        | 0        |
| Goiás               | 0        | 0     | 1 (1971) | 0        |
| Vila Nova           | 0        | 0     | 0        | 1 (1971) |

Copa Centro-Oeste
- O artigo inclui outras competições citadas acima, com outros nomes.

| Clube   | Títulos               | Vices    | 3º lugar       | 4º lugar |
| ------- | --------------------- | -------- | -------------- | -------- |
| Goiás   | 3 (2000, 2001 e 2002) | 0        | 2 (1969, 1976) | 0        |
| Gama    | 1 (1981)              | 1 (2002) | 1 (2001)       | 0        |
| Goiânia | 1 (1967)              | 1 (1981) | 0              | 0        |
| Guará   | 1 (1984)              | 0        | 0              | 0        |
| Mixto   | 1 (1976)              | 0        | 0              | 0        |

Copa Verde de Futebol
| Clube        | Títulos         | Vices    | 3º lugar | 4º lugar |
| ------------ | --------------- | -------- | -------- | -------- |
| Cuiabá       | 2 (2015 e 2019) | 0        | 0        | 0        |
| Luverdense   | 1 (2017)        | 0        | 1 (2018) | 1 (2015) |
| Brasiliense  | 1 (2020)        | 0        | 1 (2014) | 0        |
| Brasília     | 1 (2014)        | 0        | 0        | 0        |
| Gama         | 0               | 1 (2016) | 0        | 0        |
| Goiás        | 1 (2023)        | 0        | 1 (2019) | 0        |
| Aparecidense | 0               | 0        | 0        | 1 (2016) |
| Vila Nova    | 0               | 0        | 0        | 1 (2020) |

## Presenças atuais em campeonatos nacionais e regionais
Abaixo mostra a situação dos clubes do Centro-Oeste no Campeonato Brasileiro de Futebol (contando com todas as quatro séries), na Copa do Brasil de Futebol e na Copa Verde de Futebol.
 Equipes promovidas de série •  Equipes rebaixadas de série